# Antegnati

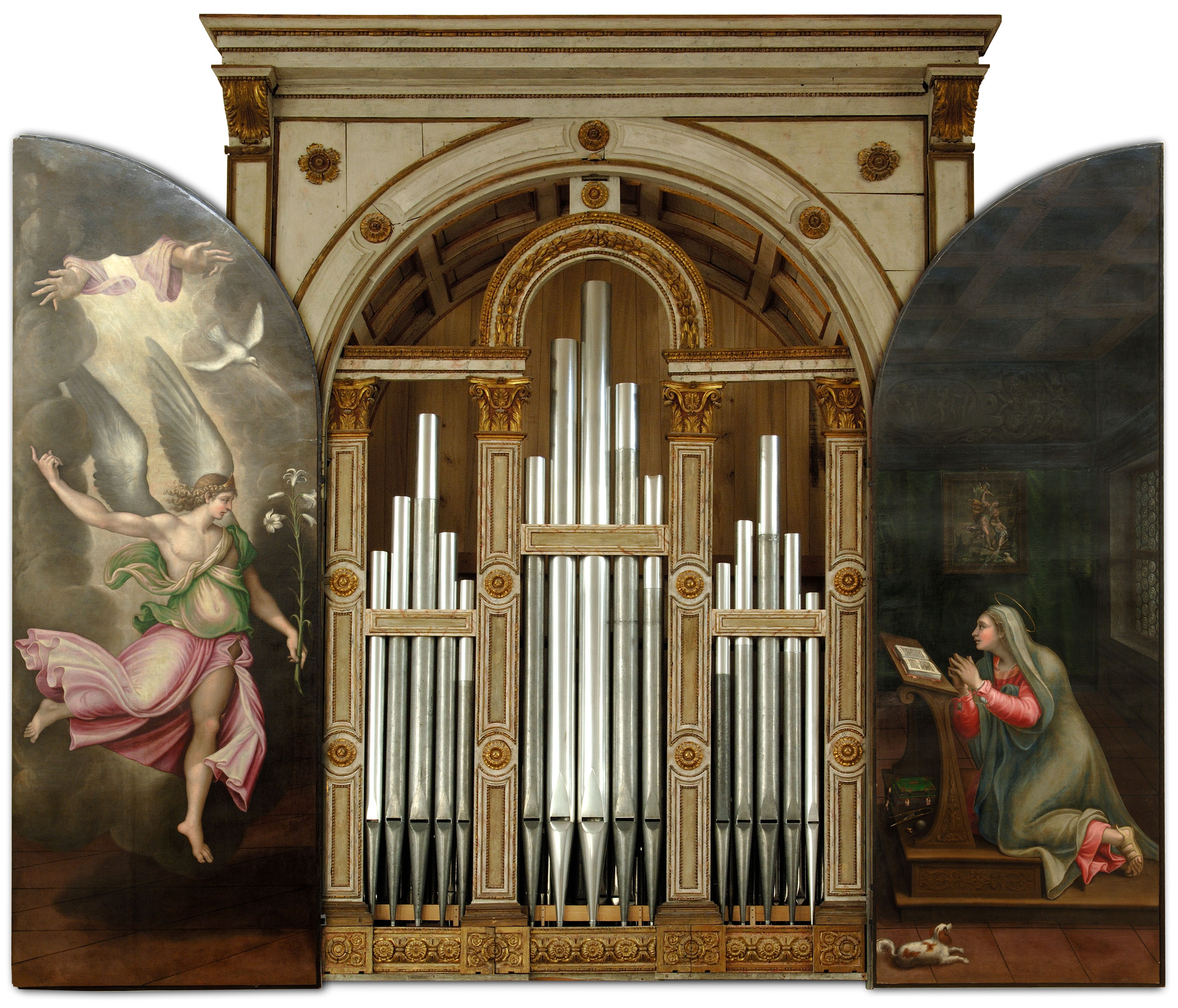
Organo di Graziadio Antegnati (1565) della Basilica palatina di Santa Barbara a Mantova. Particolare, facciata.

Antegnati è stata una famiglia di organari attiva tra la fine del XV secolo e gli inizi del XVIII secolo a Brescia. La loro opera si esercitava sia sugli organi, sia su altri strumenti quali cembali e spinette. Nella famiglia si contarono ben 19 figure dedite a questa occupazione, che contribuirono alla nobilitazione professionale dell'artifex instrumentorum musicorum (artigiano degli strumenti musicali), professione ritenuta nel Medioevo arte "più meccanica che liberale", praticata a volte da gente "molto bassa e quasi mendica".

## XV secolo

### I generazione

#### Bartolomeo Antegnati
La prima menzione di un organaro di questo nome compare nel 1481, in occasione della gara indetta per il rifacimento dell'organo della chiesa di Santa Maria de Dom (duomo) a Brescia, nella quale compare Bartolomeo Antegnati (o Bartholomeus de Lomexanis de Bressia), figlio di Giovanni, giurisperito di nobili origini, proveniente da Antegnate (BG), che aveva ottenuto la cittadinanza bresciana nel 1436.
Bartolomeo era probabilmente stato allievo di Bernardo d'Alemania. Oltre all'intervento del 1481 nella propria città natale, nel 1486 fu attivo nel duomo di Mantova. Nel 1488 venne assunto congiuntamente dal Comune e dal Capitolo di Brescia, con il compito di mantenere e suonare i due organi della città e nel 1490 fu chiamato a Milano per costruire il nuovo organo del Duomo e per garantire in seguito la manutenzione dell'organo vecchio e di quello nuovo.
Nel 1494 ritornò a Brescia, dove ebbe l'incarico a vita di mantenere gli organi cittadini, che lasciò tuttavia dopo soli due anni. Nel 1496 fu incaricato della costruzione dell'organo della Basilica di Santa Maria Maggiore a Bergamo, ma la sua opera venne rifiutata dopo ben tre collaudi negativi e ne nacque una controversia legale per la quale si richiese perfino l'intervento del papa. Nel 1498 costruì l'organo della chiesa di San Lorenzo di Milano e nel 1501 condusse, senza esito, dalla città di Albino, trattative per la costruzione di un organo a Lodi. Poco dopo probabilmente morì.
Bartolomeo ebbe tre figli: Giovan Battista (circa 1490-1559), Giovan Giacomo (circa 1495-1563) e Giovan Francesco I (circa 1505 - dopo il 1583).

## XVI secolo

### II generazione

#### Giovan Battista
Figlio del capostipite Bartolomeo, fu autore, a quanto si conosce, di soli quattro strumenti: negli anni 1534-1535 fu incaricato degli organi per i due conventi femminili del Santo Spirito e di Santa Maria della Pace, a Brescia, e negli anni 1536-1538 dei due per la basilica di Sant'Antonio di Padova e per la chiesa di San Francesco Grande a Padova, che ebbero tuttavia collaudo negativo. Secondo L'Arte Organaria di Costanzo Antegnati avrebbe costruito anche un organo per la chiesa di San Benedetto Vecchio, sempre a Padova.
Nel 1544 intervenne sull'organo della chiesa dell'Incoronata di Lodi, subendo altre critiche, ma svolgendo comunque nella città l'attività di suonatore di organo e di maestro.

#### Giovan Giacomo

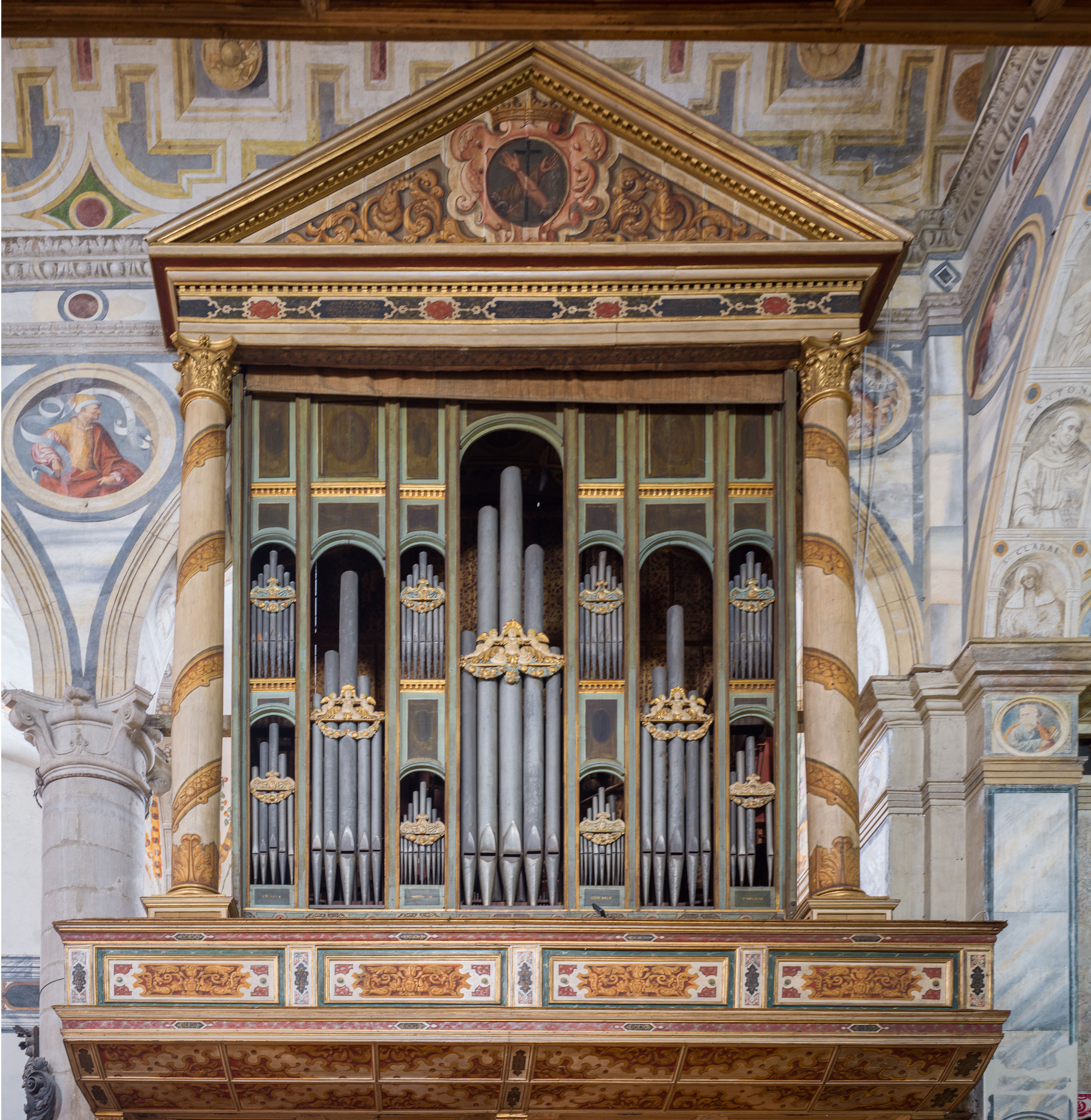
L'organo Antegnati della Chiesa di San Giuseppe a Brescia.

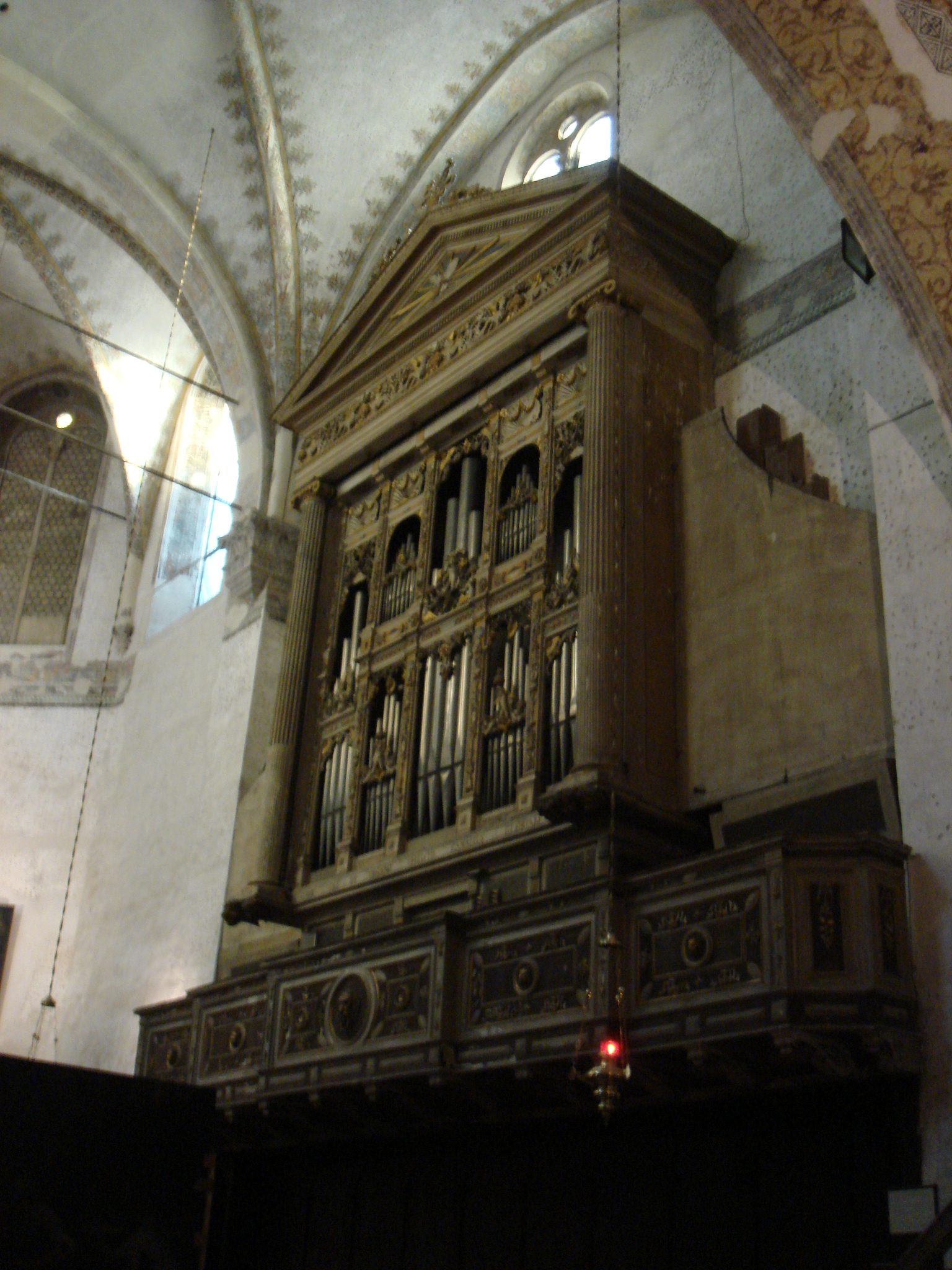
L'organo di Gian Giacomo Antegnati, opera del 1536 nel Duomo Vecchio di Brescia.

Figlio di Bartolomeo, fu attivo a partire dal 1513 e costituì insieme al figlio Benedetto uno dei due rami principali della tradizione familiare, attivo a Milano.
Tra il 1518 e il 1525 costruì tre strumenti a Milano. Nel 1517 realizzò l'organo della chiesa di San Marino a Pavia.  Nel 1524 fu organista della chiesa di Sant'Eufemia a Brescia e costruì ancora a Brescia gli organi per le chiese di Santa Maria delle Grazie (1532) di San Faustino (1533) e per il duomo di Brescia (1536-1537), grandemente ammirati dai contemporanei.
Nell'estate del 1538 trasferì la propria attività a Milano, spingendosi fino a Varese, Lugano, Verona, Morbegno e Vigevano. Nel 1548 costruì l'organo per il duomo di Salò, che tuttavia fu accolto freddamente dai committenti, che ne dilazionarono il pagamento per circa un decennio. Proseguì l'attività fino alla sua morte, mentre era probabilmente intento alla realizzazione di un organo per la chiesa di Sant'Alessandro a Brescia.

#### Giovan Francesco I
Terzogenito di Bartolomeo, coadiuvò il fratello Giovan Giacomo nella sua attività e fu reputato per la sua personale produzione di strumenti a tastiera
Sopravvivono circa una decina di sue opere, tra cui due spinette poligonali (conservate presso il Victoria and Albert Museum di Londra e presso il Museo nazionale degli strumenti musicali di Roma), mentre altri esemplari sono in Lombardia (uno di proprietà dell'"Ateneo di scienze, lettere e arti", pervenutoci nel suo stato originale, è esposto presso i "Civici musei di arte e storia" di Brescia, mentre il secondo, più riccamente decorato, ma alterato da interventi successivi, si trova presso il "Museo teatrale alla Scala" di Milano

### III generazione

#### Graziadio

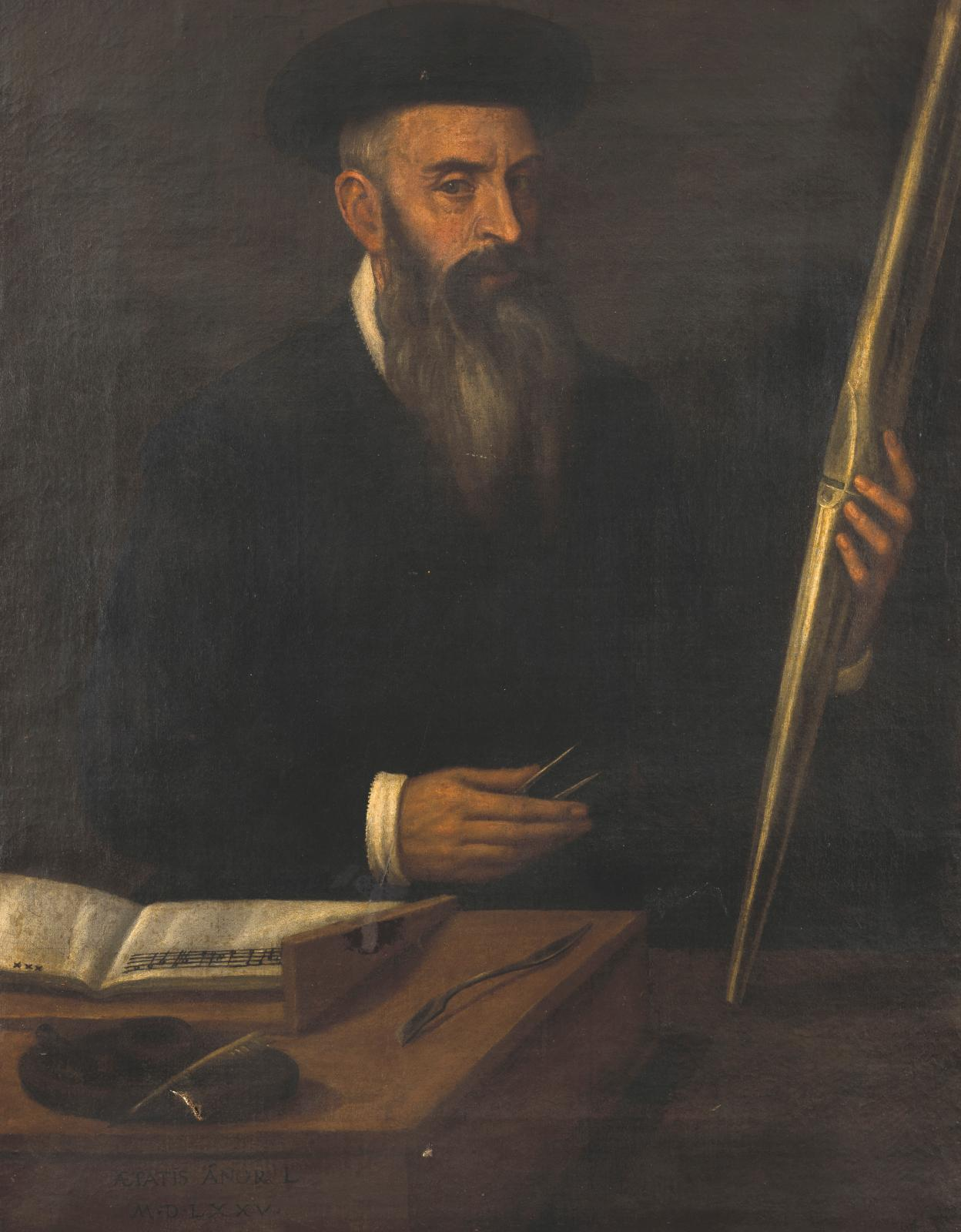
Ritratto di Graziadio Antegnati, 1575

Figlio di Giovanbattista, nell'opinione del grande organaro bergamasco ottocentesco Giuseppe Serassi
A fronte della fama di cui gode, di lui si conoscono pochissimi dati biografici. Il periodo che intercorre tra la sua apparizione all'età di 15 anni in un laboratorio bresciano di “flaschis scloporum” e il suo primo organo, quello per la comunità di Coccaglio nel 1562, ma soprattutto quello per la Basilica palatina di Santa Barbara in Mantova, commissionatogli nel 1565 da Guglielmo Gonzaga, quando aveva quindi 40 anni, risulta ancora assai misterioso. Non sappiamo se fu quella l'occasione che lo spinse ad occuparsi definitivamente della bottega ricevuta in eredità paterna, prima forse poco frequentata per vicissitudini familiari tribolate. 
A quanto risulta fino ad oggi costruì meno di una decina di strumenti in un quarto di secolo, tra i quali nel 1578 uno nuovo per la chiesa del Carmine in città. 
Il suo perfezionismo fu favorito da una situazione economica floridissima derivatagli dall'eredità paterna e da altre due successive. 
Di lui rimane l'organo Antegnati più grande e famoso al mondo, quello di 16 piedi costruito con la collaborazione del figlio Costanzo nel 1581 per i frati della chiesa di San Giuseppe a Brescia. L'altro strumento preziosissimo, anch'esso sopravvissuto, restaurato recentemente da Giorgio Carli, è l'organo della basilica palatina di Santa Barbara a Mantova. Rarissimo, progettato in collaborazione con il virtuoso Girolamo Cavazzoni in tempi brevissimi, possiede 7 tasti enarmonici; è stato usato da alcune grandi figure dell'epoca come Giaches de Wert, Claudio Monteverdi, Luca Marenzio, Giovanni Giacomo Gastoldi, Amante Franzoni, Francesco Rovigo.
Dell'organo di Bellinzona in Svizzera, costruito da Graziadio nel 1588 (firmato all'interno della canna principale), esistono nello strumento attuale ancora l'ottanta per cento delle canne originali. L'organo era un dodici piedi e composto da undici registri.
Degli altri strumenti da lui costruiti anche assieme al figlio, non rimane quasi nulla, se non qualche decina di canne in organi recenziori. Figura ancora nell'ombra e da studiare attentamente per le sue implicazioni storico artistiche. 
Forse per riscattare una sua situazione familiare discontinua, si adoperò molto per l'educazione e la carriera del figlio Costanzo.

#### Benedetto
Giovan Giacomo Antegnati ebbe dodici figli, ma l'unico a proseguire l'attività del padre fu Benedetto, attivo fra il 1559 e il 1584, che intervenne sugli strumenti realizzati dal padre e ne fece circa una decina di nuovi, tra i quali tre a Parma e uno nel duomo di Torino.

## XVII secolo

### IV generazione

#### Costanzo

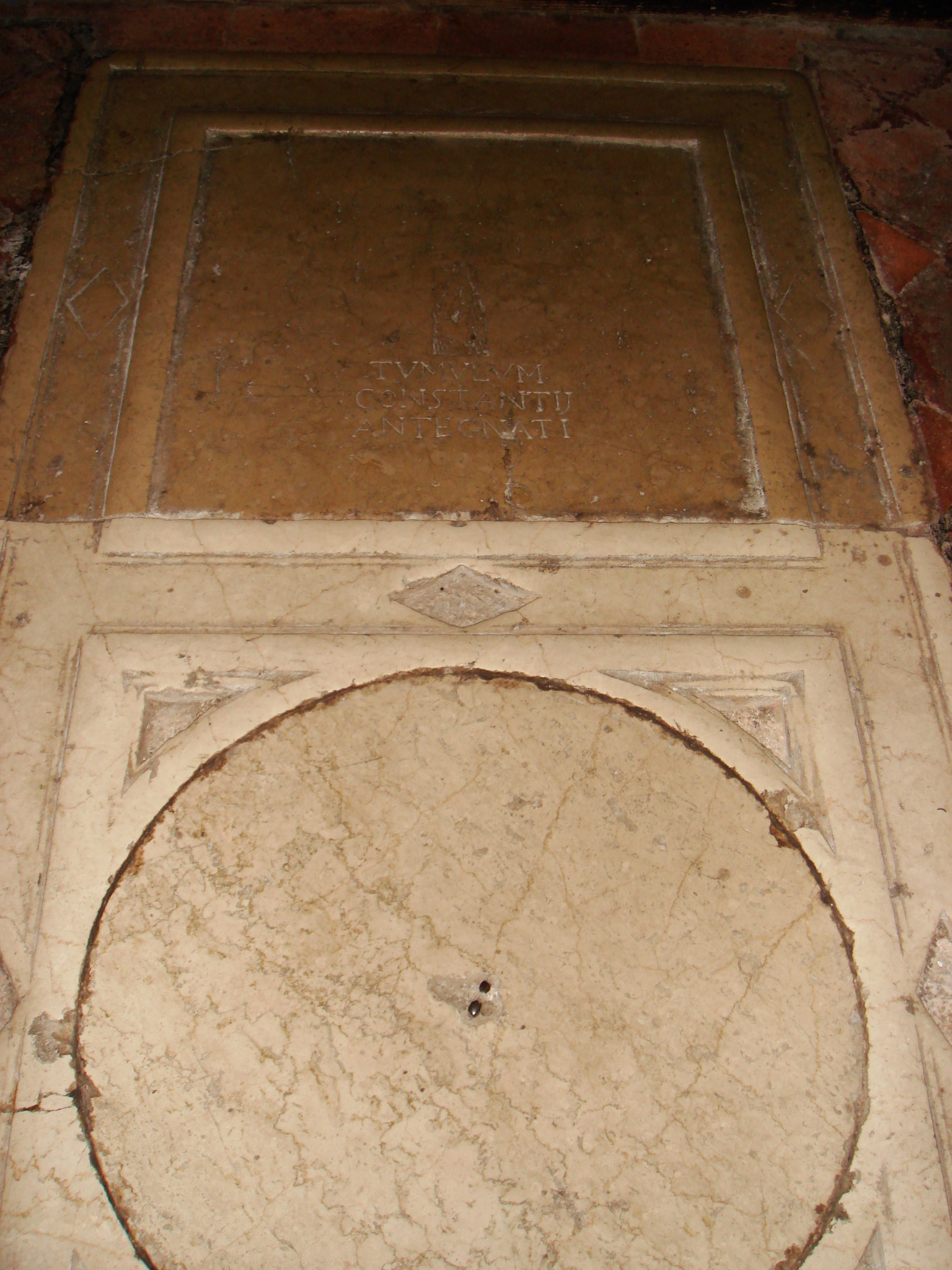
Tomba di Costanzo Antegnati, figlio di Graziadio, nella chiesa di San Giuseppe a Brescia.

Costanzo, oltre all'istruzione sull'arte familiare, ebbe al tempo stesso anche una formazione musicale. A soli ventuno anni infatti viene inviato dal padre a sistemare l'organo di Santa Barbara in Mantova, rassicurando il Duca Guglielmo Gonzaga sulle sue capacità. Nel 1595 fu commissionata da Caterina Gonzaga, figlia del marchese Alfonso Gonzaga, la costruzione dell'organo per la Chiesa prepositurale di Sant'Erasmo a Castel Goffredo (Mn). 
Da quell'epoca la collaborazione sarà continua e verrà talvolta testimoniata da firme congiunte poste dentro le canne più grandi realizzate, come ad esempio quella esistente dentro la monumentale canna di 16 piedi (oltre 5 metri) dell'organo della chiesa di San Giuseppe. In quarant'anni costruisce o effettua circa 25 lavori, ma alla luce dei fatti bisognerà stabilire meglio quanti subappalti abbia ceduto a Bernardino Virchi o ai fratelli Moroni (come nel caso della chiesa del Corlo) e in quanti lavori abbia fatto in realtà da garante il padre.
Dei suoi strumenti non rimane quasi nulla, solo pochi reperti. Nel bresciano appronta quelli per San Giuseppe (1581) e Bagolino (1590, entrambi assieme al padre), Gardone Riviera e Carmine di Salò (1594), San Gaetano in città (1596), Lonato e Calcinato (1601); per Polpenazze (1609) è garante per il figlio.
Nel bergamasco notevole è l'organo della chiesa di San Nicola ad Almenno San Salvatore (1588). Tale organo è stato di recente (i lavori sono terminati nel 1996) di un accurato lavoro di restauro supportato da ricerche organologiche e filologiche.
Costanzo di fatto chiude la grande epopea antegnatiana.

### V generazione

#### Giovan Francesco II
Alla sua morte, dei quattro figli maschi avuti, solo Giovan Francesco II prosegue l'attività. Egli non riuscì a svilupparla adeguatamente nonostante le aspettative di Costanzo che lo designò come interlocutore nell'Arte Organica e suo erede universale fin dal primo testamento (Costanzo ne fece 3: 1600, 1603 e l'ultimo 1615) ritrovato recentemente, (ancora sigillato e controfirmato tra gli altri da Giovanni Paolo Maggini, famoso liutaio bresciano allievo di Gasparo da Salò). La morte lo coglierà quasi sicuramente nel 1630, a soli 43 anni, probabilmente di peste.

### VI e VII generazione
I figli di Giovan Francesco, Graziadio III, Faustino II e Girolamo, assieme al nipote Bartolomeo Ludovico figlio di Graziadio III, terminarono i fasti degli avi vivendo di luce riflessa, principalmente con lavori, manutenzioni e rari strumenti, nei quali molto probabilmente copiano il richiesto, nuovo stile meiariniano. La stirpe si estinse nel 1710, con la morte dell'ultima rappresentante nella parrocchia di Sant'Agata.

## Tavola genealogica
|                                   |                                   |                               |                               |                                            |                                            |                           |                          |                                    |                                           |                                           |                                 |                            |
|                                   |                                   |                               |                               | Lorenzo fl. 1436                           |                                            |                           |                          |                                    |                                           |                                           |                                 |                            |
|                                   |                                   |                               |                               |                                            |                                            |                           |                          |                                    |                                           |                                           |                                 |                            |
|                                   |                                   |                               |                               |                                            |                                            |                           |                          |                                    |                                           |                                           |                                 |                            |
|                                   |                                   |                               |                               | Giovanni fl. 1436                          |                                            |                           |                          |                                    |                                           |                                           |                                 |                            |
|                                   |                                   |                               |                               |                                            |                                            |                           |                          |                                    |                                           |                                           |                                 |                            |
|                                   |                                   |                               |                               |                                            |                                            |                           |                          |                                    |                                           |                                           |                                 |                            |
|                                   |                                   |                               |                               | Bartolomeo *~ 1440-'46 - †1501             |                                            |                           |                          |                                    |                                           |                                           |                                 |                            |
|                                   |                                   |                               |                               |                                            |                                            |                           |                          |                                    |                                           |                                           |                                 |                            |
|                                   |                                   |                               |                               |                                            |                                            |                           |                          |                                    |                                           |                                           |                                 |                            |
| Giovanni Giacomo *~1480-'85 †1563 | Giovanni Giacomo *~1480-'85 †1563 |                               |                               | Giovanni Francesco *~1485-'90 - †~1559-'64 | Giovanni Francesco *~1485-'90 - †~1559-'64 |                           |                          |                                    | Giovanni Battista *~1498-1500 - †1560-'61 | Giovanni Battista *~1498-1500 - †1560-'61 |                                 |                            |
|                                   |                                   |                               |                               |                                            |                                            |                           |                          |                                    |                                           |                                           |                                 |                            |
|                                   |                                   |                               |                               |                                            |                                            |                           |                          |                                    |                                           |                                           |                                 |                            |
| Benedetto *~1535 - †1608          | Benedetto *~1535 - †1608          | Orfeo * ante 1536 † post 1577 | Orfeo * ante 1536 † post 1577 | Ercole *~1536 †?                           | Ercole *~1536 †?                           | Giovanni Paolo *~1538 †?  | Giovanni Paolo *~1538 †? | Graziadio *1523-'25 †1590-'91      | Graziadio *1523-'25 †1590-'91             | Claudia * ante 1561 † post 1592           | Claudia * ante 1561 † post 1592 |                            |
|                                   |                                   |                               |                               |                                            |                                            |                           |                          |                                    |                                           |                                           |                                 |                            |
|                                   |                                   |                               |                               |                                            |                                            |                           |                          |                                    |                                           |                                           |                                 |                            |
|                                   |                                   |                               |                               |                                            |                                            |                           |                          | Costanzo *1549 †1624               |                                           |                                           |                                 |                            |
|                                   |                                   |                               |                               |                                            |                                            |                           |                          |                                    |                                           |                                           |                                 |                            |
|                                   |                                   |                               |                               |                                            |                                            |                           |                          |                                    |                                           |                                           |                                 |                            |
|                                   |                                   |                               |                               |                                            |                                            |                           |                          | Giovanni Francesco *1587 †1630-'32 |                                           |                                           |                                 |                            |
|                                   |                                   |                               |                               |                                            |                                            |                           |                          |                                    |                                           |                                           |                                 |                            |
|                                   |                                   |                               |                               |                                            |                                            |                           |                          |                                    |                                           |                                           |                                 |                            |
|                                   |                                   |                               |                               |                                            | Graziadio *1608 †1656-'57                  | Graziadio *1608 †1656-'57 | Faustino *1611 †1650     | Faustino *1611 †1650               | Girolamo *1614 †1650                      | Girolamo *1614 †1650                      | Costanzo *1618 † post 1661      | Costanzo *1618 † post 1661 |
|                                   |                                   |                               |                               |                                            |                                            |                           |                          |                                    |                                           |                                           |                                 |                            |
|                                   |                                   |                               |                               |                                            |                                            |                           |                          |                                    |                                           |                                           |                                 |                            |
|                                   |                                   |                               |                               | Bartolomeo *1639 †1691                     | Bartolomeo *1639 †1691                     | Giacomo fl. 1684          | Giacomo fl. 1684         |                                    |                                           |                                           |                                 |                            |
|                                   |                                   |                               |                               |                                            |                                            |                           |                          |                                    |                                           |                                           |                                 |                            |
|                                   |                                   |                               |                               |                                            |                                            |                           |                          |                                    |                                           |                                           |                                 |                            |
|                                   |                                   |                               |                               | Bernardino fl. 1723                        |                                            |                           |                          |                                    |                                           |                                           |                                 |                            |